# Théorème d'Erdős (théorie des nombres)
En mathématiques, le théorème d'Erdős est un théorème en théorie des nombres. Il revient à l'important mathématicien hongrois Paul Erdős.
Le théorème est lié à une conjecture formulée en 1849 par le mathématicien français Alphonse de Polignac (1817–1890), énonçant que tous les entiers naturels impairs {\displaystyle n>1} possèdent une représentation de la forme {\displaystyle n=2^{k}+p}, où {\displaystyle k} est un entier naturel et {\displaystyle p} un nombre premier, ou {\displaystyle p=1}.
Grâce à son théorème, Erdős a réussi à démontrer que la conjecture de Polignac est erronée dans de nombreux cas.

## Énoncé
Le théorème peut être énoncé comme suit:
Il existe une suite arithmétique composée d'une infinité d'entiers naturels impairs {\displaystyle n}, ne s'écrivant pas de la forme {\displaystyle n=2^{k}+p}, où {\displaystyle k} est un entier naturel, et {\displaystyle p} un nombre premier ou égal à 1.

## Lemme de la démonstration
La démonstration du théorème est basée sur le lemme élémentaire suivant:
Chaque entier naturel {\displaystyle k} respecte au moins l'une de ces six congruences.
(1) {\displaystyle k\equiv 0\mod 2}
(2) {\displaystyle k\equiv 0\mod 3}
(3) {\displaystyle k\equiv 1\mod 4}
(4) {\displaystyle k\equiv 3\mod 8}
(5) {\displaystyle k\equiv 7\mod 12}
(6) {\displaystyle k\equiv 23\mod 24}
Il s'ensuit que pour {\displaystyle 2^{k}} l'une des six autres congruences doit être respectée, à l'aide de laquelle on démontre le théorème d'Erdős en utilisant le théorème des restes chinois.